# المفردات الصينية الكورية
المفردات الصينية الكورية أو هانجا ايو ( (هانغل: ; هانجا: 한자어) يشير إلى الكلمات الكورية من أصل صيني. تشمل المفردات الصينية-الكورية الكلمات المستعارة مباشرة من الصينية، وكذلك الكلمات الكورية الجديدة التي تم تشكيلها من الحروف الصينية. حوالي 60 في المئة من الكلمات الكورية هي من أصل صيني.  ومع ذلك، فإن النسبة المئوية للكلمات الصينية الكورية في الاستخدام الحديث تقدر بأنها أقل.

## التاريخ
يعود استخدام الصينية والحروف الصينية في كوريا إلى 194 قبل الميلاد على الأقل. على الرغم من استخدام الكلمات الصينية الكورية على نطاق واسع خلال فترة الممالك الثلاث، إلا أنها أصبحت أكثر شيوعًا خلال فترة السيلا. خلال هذا الوقت، قام الأرستقراطيين الذكور بتغيير أسمائهم إلى أسماء صينية كورية. بالإضافة إلى ذلك، غيرت الحكومة جميع العناوين الرسمية وأسماء الأماكن في البلاد إلى الصينية الكورية. 
ظلت الكلمات الصينية الكورية شائعة خلال فترتي كوريو وجوسون.  ومع ذلك، استمرت المفردات الصينية الكورية في النمو في كوريا الجنوبية، حيث تستخدم معاني الأحرف الصينية لإنتاج كلمات جديدة باللغة الكورية غير موجودة بالصينية. على النقيض من ذلك، دعت السياسة الكورية الشمالية إلى استبدال الكثير من الكلمات الصينية الكورية بمصطلحات كورية أصلية. 

## استعمال
تشكل الكلمات الصينية-الكورية حوالي 60 في المائة من مفردات اللغة الكورية الجنوبية، والباقي عبارة عن كلمات وكلمات مستعارة كورية من لغات أخرى، معظمها الإنجليزية. تستخدم الكلمات الصينية الكورية عادةً في السياقات الرسمية أو الأدبية،  وللتعبير عن الأفكار المجردة أو المعقدة.  تقريبًا جميع أسماء الألقاب الكورية ومعظم الأسماء المعطاة من كوريا هي كورية صينية.  بالإضافة إلى ذلك، يمكن التعبير عن الأرقام الكورية بالكلمات الصينية الكورية والكلمات الكورية الأصلية، على الرغم من أن كل مجموعة من الأرقام لها أغراض مختلفة.
يمكن كتابة الكلمات الصينية الكورية إما بالأبجدية الكورية، والمعروفة باسم الهانغول، أو بالأحرف الصينية، المعروفة باسم هانجا. 

## أمثلة

### الكلمات المستعارة من الصينية
الكلمات الصينية الكورية المستعارة مباشرة من الصينية تأتي أساساً من الأدب الصيني الكلاسيكي والأدب والصينية العامية. 
| كلمة     | الهانغول ( RR ) | هانجا | معنى هانجا     | المرجع |
| -------- | --------------- | ----- | -------------- | ------ |
| الآباء   | b (بومو)        | 父母  | "الأم الأب"    | [ 6 ]  |
| طالب علم | ha (haksaeng)   | 學生  | "طالب الدراسة" | [ 7 ]  |
| شمس      | ta (تاييانج)    | 太陽  | "ضوء عظيم"     | [ 8 ]  |
| سؤال     | j (جيلمون)      | 質問  | "اسأل الخلفية" | [ 9 ]  |

### الكلمات التي تم إنشاؤها من الصينية
يتم إنشاء هذه الكلمات الصينية أدناه في كوريا. لا يتم استخدامها في الصين واليابان ولا فيتنام.
| كلمة  | الهانغول ( RR ) | هانجا  | معنى هانجا   | المرجع |
| ----- | --------------- | ------ | ------------ | ------ |
| رسالة | 편지 (بيونجي)   | 便紙   | "ورقة مريحة" | [ 10 ] |
| غلاية | j (جوجونجا)     | 酒煎子 | "شرب يغلي"   | [ 11 ] |

### الكلمات المستعارة من الصينية اليابانية
تستخدم الكلمات الصينية الكورية المستعارة من الصينية اليابانية فقط في الكورية واليابانية، وليس في الصينية. 
| كلمة | الهانغول ( RR ) | هانجا  | معنى هانجا       | المرجع |
| ---- | --------------- | ------ | ---------------- | ------ |
| مطار | bi (بيهينجي)    | 飛行機 | "ذبابة ذهاب آلة" | [ 12 ] |
| مصنع | g (gongjang)    | 工場   | "مكان العمل"     | [ 13 ] |
| فيلم | 영화 (يونغهوا)  | 映畫   | "تألق الصورة"    | [ 14 ] |